# دايفيد كراوز
دايفيد كراوز (بالإنجليزية: David Krause)‏ هو لاعب دوري الرغبي أسترالي، ولد في 28 فبراير 1970.